# Orangutan borneański
Orangutan borneański (Pongo pygmaeus) – gatunek ssaka naczelnego z podrodziny orangowatych (Ponginae) w obrębie rodziny człowiekowatych (Hominidae).

## Zasięg występowania
Orangutan borneański występuje endemicznie na Borneo zamieszkując w zależności od podgatunku:
- P. p. pygmaeus – orangutan borneański – zachodnie Borneo w Malezji (południowy Sarawak) i Indonezji (północne Borneo Zachodnie).
- P. p. morio – orangutan rudy – północne i wschodnie Borneo w Malezji (Sabah) i Indonezji (Borneo Wschodnie); prawdopodobnie również północny Sarawak.
- P. p. wurmbii – orangutan jednobarwny – południowa indonezyjska część Borneo (południowe Borneo Zachodnie i Borneo Środkowe).

## Taksonomia
Gatunek po raz pierwszy naukowo opisał w 1760 roku szwedzki przyrodnik Karol Linneusz nadając mu nazwę Simia pygmaeus. Holotyp pochodził znad rzeki Landak, w Kalimantan (indonezyjska część Borneo).
Dane molekularne umiejscawiają P. pygmaeus jako takson siostrzany w stosunku do niedawno opisanego P. tapanuliensis na Sumatrze, z relatywnie niedawnym czasem dywergencji wynoszącym 2,41 mln lat temu; oba gatunki oddzieliły się od P. abelii około 3,97 mln lat temu. Autorzy Illustrated Checklist of the Mammals of the World rozpoznają trzy podgatunki.

### Etymologia
- Pongo: nazwa mpongi oznaczająca w bantu (Kongo) dużą małpę człekokształtną; Lacépède użył tej nazwy na określenie orangutana[22]; Palmer sugeruje również, że jest to rodzima nazwa z Borneo[23].
- pygmaeus: łac. pygmaeus „pigmej, liliput”, od gr. πυγμαιος pugmaios „karłowaty, wielkości pięści”, od πυγμη pugmē „pięść”[24].
- morio: łac. morio „potwór, zdeformowana osoba”[25].
- wurmbii: Friedrich von Wurmb (1742–1781), niemiecki botanik[7].

## Morfologia
Długość ciała (bez ogona) samic 72–85 cm, samców 96–97 cm; masa ciała samic 30–45 kg, samców bez kryzy 30–65 kg, samców z kryzą 60–85 kg. Orangutan borneański wykazuje skrajny dymorfizm płciowy; samce stają się coraz cięższe wraz z wiekiem i mogą przekraczać 100 kg masy ciała.

## Ekologia
Długość życia na wolności 35–40 lat; w niewoli do 60.

## Zagrożenia
W latach 1999–2015 populacja gatunku spadła o przeszło 100 tys., tj. o połowę.